# Гретер Яків Якович
Яків Якович Гретер — київський підприємець, швейцарець за походженням. Засновник та керівник київського заводу Гретера і Криванека. Акціонер бельгійського акціонерного товариства «Київські трамваї». Бельгійський консул в Києві (1918).

## Життєпис
Разом із німецьким інженером Філіпом Мозером заснував у 1882 році Київський чавуноливарний і механічний завод, відповідно до придбаного ним наприкінці 1881 р. права на довічне користування земельною ділянкою на Шулявці. 
Через конфлікт з Мозером у 1888 році підприємство було реорганізовано в акціонерне товариство «Київський машинобудівний і котельний завод Гретера, Криванека і К», за участі нового компаньйона — чеського інженера Йосипа Криванека. Очолював товариство Яків Гретер, якому належав і контрольний пакет акцій. У середині 1890-х років завод Гретера і Криванека став одним із найбільших не лише у Києві, але й у імперії. Виготовлену на ньому парову машину нової конструкції було відзначено золотою медаллю на XVI Всеросійській промисловій і художній виставці 1(13) жовтня 1896 року у Нижньому Новгороді.
У 1918 році власники заводу продали підприємство і залишили Київ. На зборах акціонерів, що відбулися в грудні 1918 року, прізвища Гретера немає. Завод Гретера і Криванека більшовики націоналізували і назвали його у 1919 році Першим державним машинобудівним заводом, а 1922-го до річниці революції комуністи надали йому ім'я «Більшовик», яке він мав тривалий час аж до декомунізації в незалежній Україні.
Яків Якович Гретер у 1905 році придбав акції бельгійського акціонерного товариства «Київські трамваї» (АТ «Les Tramways de Kiew»), яке сприяло розвитку трамвайної мережі та утриманню трамвайного парку Києва.